# شانگچن
شانگچن (به چینی: 上陈) و (به انگلیسی: Shangchen)، یک محوطه باستانی در باستان‌شناسی، در رابطه با دوران پارینه‌سنگی است که در روستای شانگچن، منطقهٔ لنتیان، در استان شاآنشی چین قرار دارد. ابزارهای سنگی که اخیراً در این سایت پیدا شده و به ۲٫۱۲ میلیون سال پیش زمان‌سنجی می‌شود، در حال حاضر نخستین شواهد شناخته شده‌ای از انسان‌تباران (هومینین‌ها) در خارج از قارهٔ آفریقا محسوب می‌شود و بیش از ۳۰۰ هزار سال از دمانیسی در گرجستان قدیمی‌تر است شانگچن برای ۸۵۰٬۰۰۰ سال مسکونی بوده، همراه با جدیدترین ابزارهایی که قدمت آن‌ها به ۱٫۲۶ میلیون سال پیش می‌رسد. هیچ فسیلی از انسان‌تباران در آن‌جا یافت نشده‌است.
نتیجه و دستاوردهای این بررسی‌ها که به وسیلهٔ یک تیم چینی-بریتانیایی صورت گرفته در نشریه نیچر منتشر شده‌است.

## موقعیت
شانگچن در جنوب شرقی پایتخت شیان قرار دارد و نام خود را از دهستان شانگچن (上 陈村)، شهر یوشان (zh)، شهرستان لانتانی، در استان شاآنشی گرفته و سایت باستان‌شناسی در حدود ۵۰ کیلومتر (۳۱ مایل) در جنوب شرقی مرکز استان شی‌آن بر روی صخره‌چهره‌های یک آبکند در فلات لوئس قرار دارد. از آنجا که فلات لوئس از خاکی با ذرات بسیار ریز تشکیل شده که به وسیلهٔ باد به محل حمل شده، تمام سنگ‌ها و اجسام بزرگتر موجود در لایه‌های این خاک لازم است که توسط انسان یا دیگر حیوانات به این مکان حمل شده باشد.

## کشف و کاوشگری
منطقهٔ لنتیان همان جایی است که فسیل‌های انسان راست‌قامت، که اکنون با نام انسان لانتیانی خوانده می‌شود، در سال ۱۹۶۴ در آنجا کشف شد. جمجمه، که قدیمی‌ترین فسیل بود، در ابتدا به ۱٫۱۵ میلیون سال پیش زمان‌سنجی شد.
در سال ۲۰۰۱، ژئو زائویو (Zhu Zhaoyu) زمین‌شناس و دیگر دانشمندان دوباره بررسی این سایت را از سر گرفتند و مشخص کردند که جمجمه در واقع ۱٫۶۳ میلیون ساله است.
یم ژئو زائویو ناحیهٔ پیرامون مکان فسیلی را مورد بررسی قرار داد و ابزارهای سنگی مدفون شده در عمق خاک که عمدتاً در کنار یک آبکند در فاصله‌ای کمتر از سه مایل در شانگچن، کشف کرد.این تیم، بعدها در سال ۲۰۱۰ به تیم رابین دنل، پیلوو کارشناس بریتانیایی پیوست [۸]، و سایت را از سال ۲۰۰۴ تا ۲۰۱۷ کاوش کرد و یافته‌های آن‌ها در ژوئیهٔ ۲۰۱۸ در مجلهٔ نیچر منتشر شد.